# Félix Mayol

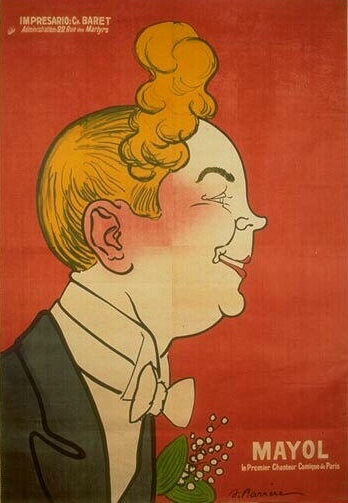
Félix Mayol, ca. 1904

Félix Mayol (* 18. November 1872 in Toulon; † 26. Oktober 1941 ebenda) war ein französischer Chansonnier.
1895 trat Félix Mayol nach Anfängen in Toulon und Marseille zum ersten Mal in den Café-concerts von Paris auf, wo er rasch großen Erfolg hatte. Berühmt wurde er vor allem durch Viens, Poupoule! (1902; einer Adaption des deutschen  Komm, Karlineken, komm), sowie durch Cousine (1908). Félix Mayol trug stets ein Maiglöckchen als "Markenzeichen" im Knopfloch.
Im Jahr 1909 erwarb er in der Rue de l'Echiquier Nr.10 (10. Arrondissement) das bekannte Café-Konzerthaus Grand Concert Parisien, benannte es um in Le Concert Mayol (diesen Namen behielt es, bis es 1976 geschlossen wurde) und ließ dort u. a. erotische Revuen auftreten.
Das Stade Mayol des von ihm geförderten Rugby-Vereins RC Toulon ist nach ihm benannt. Zudem trägt der Verein in seinem Wappen Maiglöckchen.